# Comarca Trujillo
Die Comarca Trujillo ist eine der zehn Comarcas in der Provinz Cáceres.
Die im Süden der Provinz gelegene Comarca umfasst 23 Gemeinden auf einer Fläche von 2.316,96 km².

## Gemeinden
| Gemeinde                | Einwohner (2024) | Fläche km² | Dichte Einw./km² | Cod INE | Postleitzahl              |
| ----------------------- | ---------------- | ---------- | ---------------- | ------- | ------------------------- |
| Aldeacentenera          | 593              | 110,56     | 5                | 10011   | 10251                     |
| La Aldea del Obispo     | 286              | 37,85      | 8                | 10013   | 10291                     |
| Almoharín               | 1.779            | 93,68      | 19               | 10020   | 10132                     |
| Conquista de la Sierra  | 183              | 41,77      | 4                | 10066   | 10240                     |
| La Cumbre               | 828              | 113,52     | 7                | 10069   | 10270                     |
| Escurial                | 869              | 100,71     | 9                | 10073   | 10133                     |
| Garciaz                 | 664              | 150,28     | 4                | 10077   | 10250                     |
| Herguijuela             | 267              | 41,97      | 6                | 10092   | 10230                     |
| Ibahernando             | 545              | 76,95      | 7                | 10102   | 10280                     |
| Jaraicejo               | 436              | 177,48     | 2                | 10103   | 10380                     |
| Madroñera               | 2.364            | 132,91     | 18               | 10113   | 10210                     |
| Miajadas                | 9.370            | 120,75     | 78               | 10121   | 10100                     |
| Plasenzuela             | 518              | 36,67      | 14               | 10149   | 10271                     |
| Puerto de Santa Cruz    | 264              | 33,72      | 8                | 10153   | 10261                     |
| Robledillo de Trujillo  | 368              | 44,78      | 8                | 10158   | 10269                     |
| Ruanes                  | 81               | 15,11      | 5                | 10161   | 10189                     |
| Salvatierra de Santiago | 248              | 33,45      | 7                | 10163   | 10189                     |
| Santa Ana               | 307              | 34,99      | 9                | 10165   | 10189                     |
| Santa Cruz de la Sierra | 322              | 44,60      | 7                | 10166   | 10260                     |
| Santa Marta de Magasca  | 292              | 39,68      | 7                | 10168   | 10198                     |
| Torrecillas de la Tiesa | 1.047            | 139,55     | 8                | 10186   | 10252                     |
| Trujillo                | 8.619            | 649,51     | 13               | 10195   | 10200, 10220, 10290–10292 |
| Villamesías             | 275              | 46,47      | 6                | 10209   | 10263                     |
| Comarca Trujillo        | 30.525           | 2.316,96   | 13               | –       | –                         |

## Nachweise
1. ↑  Instituto Nacional de Estadística Municipal Register of Spain
2. ↑  FUENTE: Ministerio de Agricultura, Pesca y Alimentación